# MVMドーム
MVMドームはハンガリーの首都ブダペストにあるハンドボール専用アリーナ。
2022年には女子EHFファイナル4の会場となった。